# Sœurs de la Sainte Famille de Bergame
Les Sœurs de la Sainte Famille de Bergame (en latin :  Congregatio Sororum a Sacra Familia) forment une congrégation religieuse féminine enseignante et hospitalière de droit pontifical.

## Histoire
La congrégation est fondée le 8 décembre 1857 à Comonte de Seriate par Paule Élisabeth Cerioli pour aider la population en zone rurale. Le 8 juillet 1858, les sœurs revêtent l'habit religieux et prononcent leurs vœux religieux le 23 janvier 1859. Le décret d'approbation diocésain est donné le 27 juin 1862 par Pietro Luigi Speranza (it), évêque de Bergame.
L'institut reçoit le décret de louange le 22 septembre 1896 et ses constitutions sont définitivement approuvées par le Saint-Siège le 17 juin 1902. 

## Activités et diffusion
Les religieuses se consacrent à l'éducation, aux soins des orphelins, des personnes âgées et des malades.
Elles sont présentes en Italie, Brésil, Uruguay et en République démocratique du Congo.
La maison-mère est à Comonte de Seriate.
En 2017, la congrégation comptait 152 sœurs dans 25 maisons.